# Xanthophryne
Xanthophryne is een geslacht van kikkers uit de familie padden (Bufonidae). De groep werd in 2009 voor het eerst wetenschappelijk beschreven door de biologen Sathyabhama Das Biju, Ines Van Bocxlaer, Varad B. Giri, Simon P. Loader en Franky Bossuyt.
Er zijn twee soorten die voorkomen in delen van Azië en endemisch zijn in de West-Ghats in India.
De auteurs richtten dit nieuwe geslacht op voor de paddensoort Bufo koynayensis (Soman, 1963) die endemisch is in het noordelijk deel van de West-Ghats. Op basis van moleculaire en morfologische kenmerken beschreven zij ook een nieuwe soort, Xanthophryne tigerinus uit hetzelfde gebied (tigerinus is later veranderd in tigerina). Deze soort is enkel bekend van de typelocatie Amboli in de staat Maharashtra.

## Soorten
Geslacht Xanthophryne
- Soort Xanthophryne koynayensis
- Soort Xanthophryne tigerina

Adenomus · 
Altiphrynoides · 
Amazophrynella · 
Anaxyrus · 
Ansonia · 
Atelopus · 
Barbarophryne · 
Blythophryne · 
Bufo · 
Bufoides · 
Bufotes · 
Capensibufo · 
Churamiti · 
Dendrophryniscus · 
Didynamipus · 
Duttaphrynus · 
Epidalea · 
Frostius · 
Ghatophryne · 
Incilius · 
Ingerophrynus · 
Laurentophryne · 
Leptophryne · 
Melanophryniscus · 
Mertensophryne · 
Metaphryniscus · 
Nannophryne · 
Nectophryne · 
Nectophrynoides · 
Nimbaphrynoides · 
Oreophrynella · 
Osornophryne · 
Parapelophryne · 
Pedostibes · 
Pelophryne · 
Peltophryne · 
Phrynoidis · 
Poyntonophrynus · 
Pseudobufo · 
Rentapia · 
Rhaebo · 
Rhinella · 
Sabahphrynus · 
Schismaderma · 
Sclerophrys · 
Strauchbufo · 
Truebella · 
Vandijkophrynus · 
Werneria · 
Wolterstorffina · 
Xanthophryne